# 塔克西多帕克 (紐約州)
塔克西多帕克（英語：Tuxedo Park）是位於美國紐約州奧蘭治縣的村。

## 人口
根據2020年美國人口普查的數據，塔克西多帕克的面積為8.35平方千米，當中陸地面積為6.88平方千米，而水域面積為1.46平方千米。當地共有人口645人，而人口密度為每平方千米77人。